# Haemaphysalis verticalis
Haemaphysalis verticalis är en fästingart som beskrevs av Itagaki, Noda och Yamaguchi 1944. Haemaphysalis verticalis ingår i släktet Haemaphysalis och familjen hårda fästingar. Inga underarter finns listade i Catalogue of Life.